# Hermann Freuler
Hermann Freuler (* 26. April 1841 in Schaffhausen; † 11. Juni 1903 ebenda) war ein Schweizer Jurist und Politiker.

## Biografie
Hermann Freuler war ein Sohn des Bernhard Freuler. 1858 gründete Freuler am Gymnasium in Schaffhausen die Mittelschulverbindung Scaphusia Schaffhausen. Er studierte in Heidelberg, München und Zürich Rechtswissenschaften und schloss sein Studium mit einem längeren Aufenthalt in Paris ab. Während seiner Studienzeit in Zürich schloss er sich dem Corps Helvetia an.
Nach einer Lehrzeit bei einem bekannten Rechtsanwalt in St. Gallen liess sich Freuler 1863 als Rechtsanwalt in Schaffhausen nieder. Von 1866 bis 1868 war er Redaktor der von ihm mitgegründeten „Schaffhauser-Zeitung“. Gleichzeitig (1866–1868) gehörte er dem Kleinen Stadtrat (Exekutive) von Schaffhausen an. 1868 wurde er erstmals in den Kantonsrat gewählt, war dann aber von 1869 bis 1875 Staatsanwalt des Kantons Schaffhausens und entwickelte sich zu einem Experten auf dem Gebiet der Kriminalistik. Von 1873 bis 1903 gehörte er erneut dem Kantonsrat an, den er mehrfach präsidierte.
Freuler wurde in der ganzen Schweiz als Verfechter für die Wiedereinführung der Todesstrafe bekannt, die in der Bundesverfassung von 1874 abgeschafft worden war. Von Dezember 1875 bis Dezember 1881 und erneut von Juni 1895 bis Dezember 1896 war er Ständerat. Im Jahre 1879 wurde der Artikel 65 der Bundesverfassung revidiert und die Kantone konnten die Todesstrafe wieder einführen. Von 1887 bis 1902 war Hermann Freuler Chefredakteur des Schaffhauser Intelligenzblattes (heute Schaffhauser Nachrichten) und kämpfte erfolgreich gegen eine industrielle Nutzung des Rheinfalls und für die Hoheitsrechte über den Rhein zu Gunsten des Kantons Schaffhausens.
Freuler war bekannt als scharfsinniger Jurist, schlagfertiger Journalist und Politiker von idealistischer Überzeugung. Er stellte sich oft dem herrschenden Zeitgeist entgegen und kämpfte mit Sachverstand, Witz, Satire und Sarkasmus für seine Sache.
Seine Enkel waren Arthur Uehlinger (1896–1983) und Erwin Uehlinger.
Beat Heinrich Bolli war 1880 bei ihm Volontär.